# Isoxicam
L'isoxicam est un anti-inflammatoire non stéroïdien (AINS) qui est pris ou appliqué pour réduire l'inflammation et comme analgésique réduisant la douleur dans certaines conditions. Le médicament a été introduit en 1983 par la société Warner-Lambert. L'isoxicam est un analogue chimique du piroxicam qui possède un cycle pyridine au lieu d'un cycle isoxazole. En 1985, l'isoxicam a été retiré du marché français, en raison d'effets indésirables, à savoir une nécrolyse épidermique toxique entraînant la mort. Bien que ces effets secondaires graves n’aient été observés qu’en France, le médicament a été retiré du marché dans le monde entier,.